# Herbert Moll
Herbert "Bertl" Moll (1916. december 13. – 2002. február 10.) német labdarúgó és edző volt.

## Pályafutása
Az FC Bayern Münchenhez 1931-ben 16 évesen került. 1935. május 11-én az SV Waldhof Mannheim elleni 1-2-re elvesztett mérkőzésen debütált az FC Bayern München felnőtt csapatában. Teljes pályafutásában az FC Bayern München játékosa volt. Az aktív labdarúgástól 1951-ben vonult vissza.
Az 1955–1956-os szeszon során az FC Bayern München edzője volt, majd 1958-ban is edzősködött a bajoroknál.